# 상남도서관
상남도서관은 경상남도 창원시 성산구 가음정동 소재의 도서관이다.

## 연혁
- 2002. 10. 08 상남도서관 개관

## 시설현황
- 지하1층: 카페, 다목적홀, 서고, 기계실, 전기실
- 1층: 유아·어린이자료실, 장애인자료실, 사무실, 안내실
- 2층: 참고자료실·연속간행물실, 디지털자료실, 다목적홀, 종합자료실
- 3층: 자율학습실, 종합자료실

## 이용 안내
이용 시간
- 종합자료실, 참고자료실/연속간행물실: 평일 09:00 ~ 22:00 / 토·일요일 및 공휴일 09:00 ~ 18:00
- 유아/어린이자료실, 장애인자료실, 디지털자료실: 매일 09:00 ~ 18:00

휴관일
- 매주 월요일
- 신정, 설 및 추석연휴
- 도서관 사정에 의해 관장이 지정한 날